# 小行星158
鸦女星（158 Koronis）是一顆S型的主帶小行星。
它是在1876年1月4日被維克托·克諾雷在柏林天文台發現的，是他發現的四顆小行星中的第一顆。
該小行星以希臘神話中的人物科洛尼斯命名。
虽然這顆小行星难称壯觀，但它是鴉女星族中很重要的一顆，該小行星族正以其命名。這個家族的一顆小行星Ida曾經被太空船探測過，这使我們對其他小行星可能的外觀有所了解。
以光度曲線為基礎建立的模型構造，鴉女星的外觀與Ida相似，但是鸦女星比較大。
- 小行星158 at the JPL Small-Body Database 
  - Close approach · Discovery · Ephemeris · Orbit diagram · Orbital elements · Physical parameters

## 相关條目
- 小行星列表/10001-11000

## 外部連結
- Asteroid Lightcurve Database (LCDB) （页面存档备份，存于）, query form (info （页面存档备份，存于）)
- Dictionary of Minor Planet Names, Google books
- Discovery Circumstances: Numbered Minor Planets (10001)-(15000) （页面存档备份，存于） – Minor Planet Center
- 小行星158 at AstDyS-2, Asteroids—Dynamic Site
  - Ephemeris · Observation prediction · Orbital info · Proper elements · Observational info
- NASA JPL小天體瀏覽器上的小行星158

| 前一小行星： 小行星157 | 小行星列表 | 後一小行星： 小行星159 |